# 久我俊子
久我 俊子（こが としこ、生年未詳 - 慶安3年11月14日（1651年1月5日））は、江戸時代前期の公家女官。久我通堅の娘。岡とも称した。はじめ六条有広室。離縁後、東福門院女房となり、新大納言局と称した。

## 経歴
六条有広と結婚し、有清をもうけた。しかし有清は侍従従五位下で夭折した。このため俊子は、父久我通堅の弟である岩倉具堯の子、有能を養子として六条家を継がせようとした。しかし有広は家女房との間の子である有純を継嗣とし、俊子は有広と離別した。その後、俊子は東福門院のもとに仕え、新大納言局と称した。俊子は東福門院へ願い出て、有能を久我通前の養子とし、新家千種家を創立するよう計らった。東福門院のもとを辞去したのち、上雲院と号し、黒谷金戒光明寺に一院（上雲院）を建立した。慶安3年（1650年）11月14日薨去、金戒光明寺に葬られた。